# Planea
Planea là một chi thực vật có hoa trong họ Cúc (Asteraceae).

## Loài
Chi Planea gồm các loài: